# Sagateatern, Södertälje
Sagateatern är en teater i på Strandgatan/Marenplan i stadskärnan av Södertälje i Södermanland och Stockholms län. Den invigdes ursprungligen som biograf 1916, och gjordes om till teater 1983.

## Historia
Den stora befolkningstillvästen i Södertälje i början av 1900-talet medförde att satsning gjordes på ytterligare en biograf i staden. Saga öppnade den 6 december 1916 under namnet Strandbiografen. I slutet av 1930-talet bytte den namn till Saga i samband med ett ägarbyte. Under tiden med stumfilm gjorde man sig kända för att satsa på framstående musiker till filmerna; bland annat användes Sveriges enda kvinnliga saxofonist till att spela ledmotiv.

Från våren 1934 till 16 oktober 1937 höll biografen stängt för att renoveras, och öppnade därefter under namnet Saga. Den första filmen att visas efter nyöppningen var Folket i skogarnas land. Saga var en för Södertälje mellanstor biograf med litet entréparti. Den hade en mindre biljettkassa och disk för försäljning av godis.
Under 1980-talet hade flera av stadens biografer svårt att konkurrera med TV, och den 14 mars 1982 tog Saga ner sina affischer och upphörde som biograf.

### Saga blir teater
December 1982 inledde Södertälje teateramatörer en diskussion med hyresvärden om att ta över Saga och göra om lokalerna till teater. Andra intressenter ville även använda ytan till danslokal, restaurang eller lager. Efter att ha fått stöd från kommunens kulturnämnd 22 februari 1983 kunde föreningen ta över som hyresgäst.
Bygglov för ombyggnationen till teater meddelades 3 maj 1983. De första föreställnigen att spelas på den nyinvigda Sagateatern var Black Rock City med premiär 9 september 1983. 1989 genomfördes en renovering, där scenen gjordes längre och rymligare.

## Verksamhet

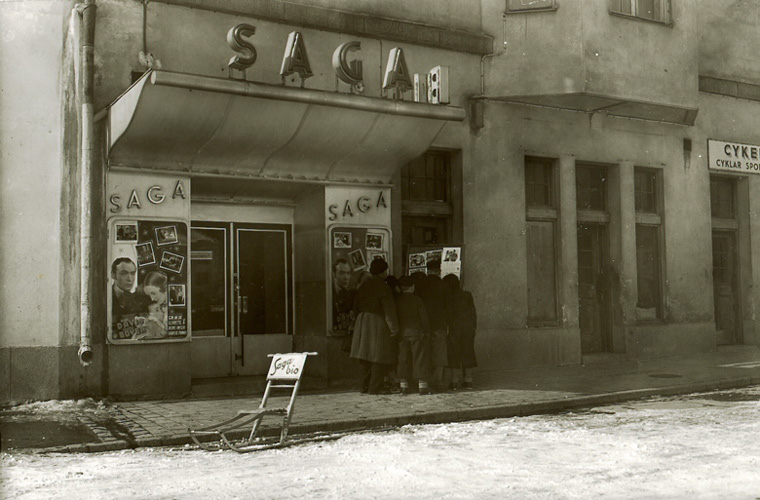
Entrén till Saga 1941

Teatern blev hemmascen för Södertälje teateramatörer (STA) vid ombyggnaden från biograf till teater 1983. Föreningen lämnade lokalen 2016-2021, men flyttade åter in 2021. I samband med att STA flyttade tillbaka gjordes en stor renovering av lokalerna.
Sagateatern används både av Södertälje teateramatörer och deras samarbetspartners, samt att lokalerna hyrs ut till externa gäster. Salongen rymmer ca 80 personer.